# Provin
Provin é uma comuna francesa na região administrativa de Altos da França, no departamento do Norte. Estende-se por uma área de 3.39 km². Em 2010 a comuna tinha 4 357 habitantes (densidade: 1 285,3 hab./km²).